# Willie Steele
William „Willie“ Samuel Steele (* 14. Juli 1923 in Seeley (Kalifornien); † 19. September 1989 in Oakland) war ein US-amerikanischer Leichtathlet. Bei einer Körpergröße von 1,80 m betrug sein Wettkampfgewicht 73 kg.
Willie Steele war 1942 mit 7,81 Meter Weltjahresbester im Weitsprung. Danach war er als Soldat im Zweiten Weltkrieg. Nach dem Krieg war er Weltjahresbester der Jahre 1946 bis 1948. Seine beste Leistung von 8,07 Meter aus dem Jahr 1947, war die zweitbeste Leistung weltweit hinter Jesse Owens. 
1948 gewann er den Weitsprung bei den Olympischen Spielen 1948. Mit 7,825 Meter lag er 27 Zentimeter vor dem Zweiten, dem Australier Theo Bruce.